# Burn the Ships
Burn the Ships is het derde studioalbum van For King & Country. Het album werd uitgebracht op 5 oktober 2018 door Word Entertainment.
In de Verenigde Staten behaalde het album de zevende positie op de Billboard 200. In Nederland werd de 69e plaats op de Album Top 100 bereikt. In België verscheen het album alleen op de hitlijsten in Wallonië, namelijk op de 146e plek.

## Achtergrond en promotie
In februari 2017 maakte For King & Country bekend dat ze aan een nieuw studioalbum werkten. Hun vorige studioalbum was Run Wild. Live Free. Love Strong., dat in 2014 uitkwam. In de tussentijd werkten ze onder andere aan de film Priceless en een live kerstalbum, genaamd Christmas: Live from Phoenix.
Begin 2018 werd bekend gemaakt dat For King & Country op de EO-Jongerendag, een groot christelijk evenement in Nederland, van dat jaar zou optreden. De band stond twee jaar eerder, in 2016, ook al op de EO-Jongerendag. Op 18 mei 2018 werd de eerste single van het album uitgebracht, genaamd joy. Een paar dagen later, op 26 mei, werd de eerdergenoemde EO-Jongerendag gehouden. For King & Country bracht hier de nieuwe single joy. ten gehore, evenals het toen nog niet verschenen nummer God Only Knows en oudere nummers.
Op 29 juni 2018 werd de tweede single van Burn the Ships uitgebracht, namelijk Pioneers. Op dit nummer zijn ook de vrouwen van bandleden Joel en Luke Smallbone te horen. De volgende maand, op 27 juli, kwam de derde single uit, genaamd God Only Knows. Ook een vierde en vijfde single verschenen nog, namelijk Amen op 24 augustus en Burn the Ships op 28 september.

## Tracklist
| 1.                 | Introit                          | Matt Hales, Blake Kanicka, Tedd Tjornhom                                         | Tjornhom, Hales, Seth Mosley, For King & Country     | 1:22 |
| 2.                 | Joy                              | Ben Glover, Hales, Kanicka, Mosley, Joel Smallbone, Luke Smallbone, Tjornhom     | Tjornhom, Hales, Mosley, For King & Country          | 3:54 |
| 3.                 | God Only Knows                   | Josh Kerr, Jordan Reynolds, J. Smallbone, L. Smallbone, Tjornhom                 | Tjornhom, Hales, Mosley, For King & Country          | 3:49 |
| 4.                 | Amen                             | Ryan Busbee, Michael James, Mosley, J. Smallbone, L. Smallbone, Tjornhom         | Tjornhom, Hales, Mosley, For King & Country          | 3:47 |
| 5.                 | Burn the Ships                   | Hales, Mosley, J. Smallbone, L. Smallbone                                        | Tjornhom, Hales, Mosley, For King & Country          | 4:36 |
| 6.                 | Fight On, Fighter                | Benjamin Backus, Mark Campbell, Glover, J. Smallbone, L. Smallbone, Tjornhom     |                                                      | 3:38 |
| 7.                 | Need You More                    | Rebecca Fink, Mosley, J. Smallbone, L. Smallbone, Tjornhom                       | Tjornhom, Hales, Mosley, For King & Country          | 3:36 |
| 8.                 | Control                          | Glover, Hales, Kerr, Reynolds, Kyle Rictor, J. Smallbone, L. Smallbone, Tjornhom | Tjornhom, Hales, Mosley, For King & Country          | 4:26 |
| 9.                 | Never Give Up                    | Fink, Jason Ingram, Mosley, J. Smallbone, L. Smallbone, Tjornhom                 | Tjornhom, Hales, Mosley, For King & Country          | 3:46 |
| 10.                | Hold Her                         | Fink, J. Smallbone, L. Smallbone, Tjornhom                                       | Tjornhom, Hales, Mosley, For King & Country          | 4:04 |
| 11.                | Pioneers (met Moriah & Courtney) | Backus, Vince DiCarlo, Hales, Kanicka, Stephen Lynch, J. Smallbone, L. Smallbone | Tjornhom, Hales, Mosley, Kanicka, For King & Country | 5:23 |
| Totale duur: 42:20 |                                  |                                                                                  |                                                      |      |

## Hitnoteringen

### NederlandseAlbum Top 100
| Hitnotering: 13-10-2018 | Hitnotering: 13-10-2018 | Hitnotering: 13-10-2018 |
| Week:                   | 1                       |                         |
| ----------------------- | ----------------------- | ----------------------- |
| Positie:                | 69                      | uit                     |